# Strandvold
En strandvold er en voldlignende samling af sand eller sten på strandbredder som er opbygget af bølgeslaget.
Der kan komme bevoksning på strandvolde, og man skelner mellem følgende to naturtyper:
- Strandvold med enårige planter
- Strandvold med flerårige planter